# Pityrete azoricum
Pityrete azoricum är en svampdjursart som först beskrevs av Émile Topsent 1904.  Pityrete azoricum ingår i släktet Pityrete, och familjen Euretidae. Inga underarter finns listade.